# Hagenberg im Mühlkreis
Hagenberg im Mühlkreis is een gemeente in de Oostenrijkse deelstaat Opper-Oostenrijk, gelegen in het district Freistadt (FR). De gemeente heeft ongeveer 2500 inwoners.

## Geografie
Hagenberg im Mühlkreis heeft een oppervlakte van 15 km². Het ligt in het noorden van het land, ten noordoosten van de stad Linz.
Bad Zell · Freistadt · Grünbach · Gutau · Hagenberg im Mühlkreis · Hirschbach im Mühlkreis · Kaltenberg · Kefermarkt · Königswiesen · Lasberg · Leopoldschlag · Liebenau · Neumarkt im Mühlkreis · Pierbach · Pregarten · Rainbach im Mühlkreis · Sandl · Schönau im Mühlkreis · Sankt Leonhard bei Freistadt · Sankt Oswald bei Freistadt · Tragwein · Unterweißenbach · Unterweitersdorf · Waldburg · Wartberg ob der Aist · Weitersfelden · Windhaag bei Freistadt
- Gemeinsame Normdatei: 4527015-6
- Library of Congress Control Number: nb2007017056
- MusicBrainz: 3703b849-b40f-4fc5-a4f8-28381525a040
- Nationale Bibliotheek van Tsjechië: ge421494
- Virtual International Authority File: 316390200
- WorldCat: E39PBJpdRJKDj68846rxJY6R8C